# Capricho de mujer
Capricho de mujer es una película estadounidense de 1942, del género comedia, dirigida por Mitchell Leisen. Protagonizada por Marlene Dietrich y Fred MacMurray en los papeles principales. 

## Comentarios
Existe una producción británica del mismo nombre The Lady Is Willing de 1934, con un argumento distinto.
Clasicismo y elegancia en una de las escasas comedias de Marlene Dietrich.